# ダーン・ヘイマンス
- ダーン・ハイマンス

ダーン・ヘイマンス（Daan Heymans, 1999年6月15日 - ）は、ベルギー・アントウェルペン州トゥルンホウト出身のサッカー選手。シャルルロワSC所属。ポジションはMF。

## クラブ経歴
2009年にKVCウェステルローのユースアカデミーに入所。2016年にトップチームに昇格。2017-18シーズンにベルギー・ファースト・ディビジョンB (2部リーグ)で24試合4ゴールを記録。2018年にワースラント＝ベフェレンに移籍。2020-21シーズンに自己最高のシーズンを送り、トップリーグで30試合8ゴールを決めた。
2021年5月15日、ヴェネツィアFCと3年契約を締結したことが発表された。
2022年1月27日、シャルルロワSCにレンタル移籍。7月3日に3年契約で完全移籍。